# Prionus evae
Prionus evae là một loài bọ cánh cứng trong họ Cerambycidae.